# Kanton Miribel
Der Kanton Miribel ist ein französischer Wahlkreis im Département Ain in der Region Auvergne-Rhône-Alpes. Er umfasst acht Gemeinden im Arrondissement Bourg-en-Bresse, sein bureau centralisateur ist in Miribel. Der Kanton wurde 1982 durch Abspaltung vom Kanton Montluel geschaffen und 2015 im Rahmen der landesweiten Neuordnung der französischen Kantone vergrößert.

## Gemeinden
Der Kanton besteht aus acht Gemeinden mit insgesamt 30.210 Einwohnern (Stand: 1. Januar 2022) auf einer Gesamtfläche von 85,42 km²:
| Gemeinde                 | Einwohner 1. Januar 2022 | Fläche km² | Dichte Einw./km² | Code INSEE | Postleitzahl |
| ------------------------ | ------------------------ | ---------- | ---------------- | ---------- | ------------ |
| Beynost                  | 4.936                    | 10,64      | 464              | 01043      | 01700        |
| La Boisse                | 3.401                    | 9,40       | 362              | 01049      | 01120        |
| Miribel                  | 10.450                   | 24,49      | 427              | 01249      | 01700        |
| Neyron                   | 2.479                    | 5,36       | 463              | 01275      | 01700        |
| Niévroz                  | 1.648                    | 10,46      | 158              | 01276      | 01120        |
| Saint-Maurice-de-Beynost | 4.243                    | 6,99       | 607              | 01376      | 01700        |
| Thil                     | 1.208                    | 5,15       | 235              | 01418      | 01120        |
| Tramoyes                 | 1.845                    | 12,93      | 143              | 01424      | 01390        |
| Kanton Miribel           | 30.210                   | 85,42      | 354              | 0113       | –            |

Bis zur Neuordnung bestand der Kanton Miribel aus den fünf Gemeinden Beynost, Miribel, Neyron, Saint-Maurice-de-Beynost und Thil. Sein Zuschnitt entsprach einer Fläche von 52,63 km2. Er besaß vor 2015 einen anderen INSEE-Code als heute, nämlich 0140.

## Einwohner
| Bevölkerungsentwicklung | Bevölkerungsentwicklung |
| Jahr                    | Einwohner               |
| ----------------------- | ----------------------- |
| 1982                    | 15.184                  |
| 1990                    | 16.784                  |
| 1999                    | 19.195                  |
| 2006                    | 20.264                  |
| 2011                    | 20.905                  |

Auf dem späteren Kantonsgebiet war die Einwohnerzahl bereits vor der Kantonsgründung 1982 stark gewachsen, so zählten die fünf Gemeinden beispielsweise 1962 zusammen nur 8969 Einwohner.

## Politik
| Vertreter im conseil général des Départements | Vertreter im conseil général des Départements | Vertreter im conseil général des Départements |
| Amtszeit                                      | Name                                          | Partei                                        |
| --------------------------------------------- | --------------------------------------------- | --------------------------------------------- |
| 1982–1998                                     | Jean Beaufort                                 | UDF-PR                                        |
| 1998–2008                                     | Jacques Berthou                               | DVG                                           |
| 2009–2015                                     | Pierre Goubet                                 | DVG                                           |
| 2015–                                         | Jean-Pierre Gaitet Caroline Terrier           | UD                                            |